# Der große Aufstand
Der große Aufstand ist ein US-amerikanischer Western aus dem Jahr 1953 von Lloyd Bacon mit Jeff Chandler und Faith Domergue in den Hauptrollen.

## Handlung
Während des Bürgerkriegs erfährt die Züchterin Joan Britton, dass die Unionstruppen dringend Pferde brauchen. Sie bittet ihre Köchin Heyoka, ihr bei der Suche nach den großen Herden der Sioux zu helfen. Auf dem Weg zum Sioux-Dorf werden Joan und Heyoka heimlich vom Pferdehändler Stephen Cook verfolgt, der die wertvollen Pferde für sich selbst haben will. Im Dorf erklärt Häuptling Red Cloud Joan, dass die Pferde, ein Geschenk der Nez Percé, heilig und daher unverkäuflich seien. Nachdem Cook hinter einem Baum gelauscht hat, beschließt er, die Pferde zu stehlen, und kehrt später mit seinen Männern zurück. Die Indianer versuchen erfolglos, die Diebe aufzuhalten, ein Pferd und ein Krieger werden bei dem Gefecht erschossen.
Der Arzt Jonathan Westgate kommt in das Sioux-Dorf und hilft Red Cloud, ein bei dem Überfall verletztes Pferd zu heilen. Der Häuptling erklärt, dass der Stamm beschlossen hat, die Pferdediebe nicht zu verfolgen, da er befürchtet, dass die Kavallerie kommen und sich ihr verbleibendes Land aneignen könnte. Red Cloud schenkt Jonathan ein Pferd und der Arzt verspricht, bei der Suche nach den Dieben zu helfen. In der Stadt freundet sich Jonathan mit dem Schmied Ahab Jones an und verliebt sich bald in Joan. Jonathan erklärt, dass er die Medizin aufgegeben hat, weil er vielen sterbenden Unionssoldaten nicht helfen konnte, und eröffnet eine Praxis als Tierarzt der Stadt. Am gleichen Tag kommt Cook mit dreihundert Pferden an, die er angeblich von einem anderen Händler gekauft hat. Jonathan entfernt eine Pfeilspitze vom Pferd von Cooks Vorarbeiter und verdächtigt ihn sofort des Pferdediebstahls. Später erfährt Jonathan, dass die örtlichen Pferdezüchter wütend sind, weil Cooks Männer andere Züchter eingeschüchtert haben, die versucht haben, an die Kavallerie zu verkaufen. Jonathan schlägt vor, dass die Züchter gemeinsam zu einem nahegelegenen Fort reisen, um Major McKay die Situation zu erklären. Cook vereitelt diesen Plan, indem er Jonathan entführt und die Züchter überredet, nach Hause zurückzukehren. Als einer der Züchter sich ihm widersetzt, lässt Cook ihn von einem seiner Männer erstechen und platziert Jonathans Skalpell in der Nähe der Leiche.
Während er auf Cooks Ranch gefangen gehalten wird, führt Jonathan eine Operation an Cook durch und rettet ihm so das Leben. Sobald Jonathan freigelassen wird, brandmarken ihn die Stadtbewohner als Mörder und versuchen, ihn zu hängen. Jonathan entkommt und erzählt Red Cloud, dass er auf Cooks Ranch ein gestohlenes Sioux-Pferd gesehen hat. Nachdem Red Cloud zustimmt, Jonathan von der Mordanklage zu befreien, entdeckt Cook den Plan des Arztes und lässt das Pferd verschwinden. Joan informiert Red Cloud darüber, doch der Häuptling beschuldigt sie, den Diebstahl der Pferde des Stammes inszeniert zu haben. Der Häuptling nimmt Joan und Jonathan mit zu einem Indianerrat, wo Stand Watie, ein Anführer der Cherokee, versucht, die Anführer der Sioux, Oglala, Nez Percé, Cheyenne, Crow und Blackfoot davon zu überzeugen, sich den Streitkräften des Südens anzuschließen. Da er weiß ist, darf Jonathan erst sprechen, nachdem er eine Prügelattacke einer Gruppe Krieger überlebt hat. Er legt den Grundsatz des Nordens dar, dass niemand aufgrund seiner Hautfarbe minderwertig ist.
In der Zwischenzeit überfallen Cook und seine Männer die verbleibende Pferdeherde der Sioux und töten dabei ein Kind. Entsetzt beschuldigt Red Cloud Jonathan des Verrats und schickt seine Männer los, um die Pferdediebe zu vertreiben. In der Hoffnung auf Hilfe erzählt Cook im Fort, dass die Indianer eine Pferdeherde überfallen haben, die er gekauft hat. Nachdem Joan und Jonathan aus dem Siouxdorf entkommen sind, findet Jonathan Cook und besiegt ihn in einer Schlägerei. Jonathan überzeugt McKay schließlich von Cooks Schuld, woraufhin der Major Red Cloud verspricht, dass die Kavallerie die Mörder bestrafen und für die Pferde bezahlen wird. Zufrieden stimmt Red Cloud zu, den Frieden zu wahren. Später tritt Jonathan der Unionsarmee bei und verspricht, Joan nach seiner Rückkehr zu heiraten.

## Hintergrund
Gedreht wurde der Film vom 2. Oktober bis zum 8. November 1952.
Im September 1952 wurde mitgeteilt, dass Stephen McNally ursprünglich als Stephen Cook besetzt worden sei. Er wurde durch Lyle Bettger ersetzt, nachdem McNallys Frau erkrankte. In einer Pressemeldung vom 26. Juli 1952 heißt es, Alexis Smith sei ursprünglich für die weibliche Hauptrolle vorgesehen gewesen. Einer vorläufigen Besetzungsliste von Universal zufolge sollte Rosa Rey in der Rolle der Heyoka auftreten.
In Werbematerialien des Studios heißt es, dass einheimische Indianer aus Oregon als Sioux im Film besetzt wurden. Die Stämme werden als Walla Walla, Cayuse und Umatilla bezeichnet. Zeitgenössischen Quellen zufolge wurde der Film an Originalschauplätzen in Pendleton und Portland, beides in Oregon, gedreht.
Alexander Golitzen und Al Sweeney oblag die künstlerische Leitung. Russell A. Gausman und Joseph Kish waren für das Szenenbild zuständig, Bill Thomas für die Kostüme, Bud Westmore für das Maskenbild. Verantwortliche Toningenieure waren Glenn E. Anderson, Leslie I. Carey, Frank Artman und Frank H. Wilkinson. Jesse Hibbs arbeitete als Regieassistent. Musikalischer Direktor war Joseph Gershenson.

## Synchronisation
Die deutsche Synchronfassung entstand im Auftrag der Berliner Synchron GmbH Wenzel Lüdecke unter der Dialogregie von Albert Baumeister nach einem Dialogbuch von Fritz A. Koeniger.
| Rolle             | Schauspieler   | Deutscher Synchronsprecher |
| ----------------- | -------------- | -------------------------- |
| Jonathan Westgate | Jeff Chandler  | Curt Ackermann             |
| Joan Britton      | Faith Domergue | Sigrid Lagemann            |
| Stephen Cook      | Lyle Bettger   | Paul Wagner                |
| Ahab Jones        | Peter Whitney  | Robert Klupp               |
| Uriah             | Stacy Harris   | Peter Petersz              |
| Joe Baird         | Walter Sande   | Hans Emons                 |
| Red Cloud         | John War Eagle | Alfred Balthoff            |
| Stand Watie       | Glenn Strange  | Eduard Wandrey             |
| Gist              | Charles Arnt   | Hans Hessling              |

## Veröffentlichung
Die Premiere des Films fand am 26. Juni 1953 in Chicago statt. In der Bundesrepublik Deutschland kam er am 21. Mai 1954 in die Kinos, in Österreich im Juni 1954.

## Kritiken
Howard Thompson von der The New York Times lobte ernsthafte Darbietungen, bezaubernde Technicolor-Landschaften und einige starke Äußerungen zu Rassentoleranz und Verständnis, die es jedoch nicht schaffen, den Film über den Durchschnitt zu heben. Trotz seiner schwerfälligen Seriosität mangele es ihm an Neuheit und Anregung. Das Drehbuch beurteile den Bürgerkrieg zumindest aus einem eher ungewöhnlichen Blickwinkel.
Der Kritiker des TV Guide fand den Film uninteressant.
Das Lexikon des internationalen Films schrieb: „Ein durchschnittlicher Western mit einigen schönen Farbaufnahmen.“